# Armeegruppe Raus
De Armeegruppe Raus was een Duitse Armeegruppe in de Tweede Wereldoorlog, genoemd naar haar commandant Erhard Raus. De Armeegruppe kwam in actie in de centrale sector van het Oostfront in juli/augustus 1944.

## Krijgsgeschiedenis
Op 26 juli 1944 werd de Armeegruppe Raus opgericht door het 1e Hongaarse Leger onder bevel te stellen van het 1e Pantserleger.
De oprichting volgde te midden van het Sovjet Lviv–Sandomierz Offensief, terwijl beide legers vol op de terugtocht waren. In de volgende drie weken werd de Armeegruppe teruggedreven richting de Karpaten-passen. Hier kwam langzaam het front tot stilstand.
Op 15 augustus 1944 werd de Armeegruppe Raus omgedoopt in Armeegruppe Heinrici doordat General der Panzertruppe Erhard Raus vervangen was door Generaloberst Gotthard Heinrici.

## Commandant
| Rang                     | Naam        | Begin        | Eind             |
| ------------------------ | ----------- | ------------ | ---------------- |
| General der Panzertruppe | Erhard Raus | 26 juli 1944 | 15 augustus 1944 |

General der Panzertruppe Raus werd gepromoveerd op 15 augustus 1944 tot Generaloberst en dezelfde dag benoemd tot bevelhebber van het 3e Pantserleger.